# Unge Freud i Gaza
|  | Denne artikel er oprettet af botten PalnaBot ud fra en ekstern database. Den kan derfor have sproglige fejl eller mangler. Denne skabelon kan fjernes efter kontrol af indholdet. |

Unge Freud i Gaza er en dokumentarfilm fra 2008 instrueret af Suzanne Khardalian, PeÅ Holmquist efter manuskript af Janus Billeskov Jansen.

## Handling
Den 28-årige palæstinenser Ayed er psykolog i flygtningelejren Jabaliya i Gaza. Filmen følger den charmerende Ayed igennem to år, hvor han har en række patienter i terapi: Unge Inas, der har selvmordstanker; Maysa, hvis mand blev dræbt ved en bombe for øjnene af hende; Hanan, der lever i yderste fattigdom og Abed, som er tidligere militant selvmordschauffør. Ayed forsøger at få sine patienter til at finde lys og varme i livet - men som han siger: "Der er brug for en million psykologer i Gaza". En både lun og tragisk skildring fra Gazas "hemmelige rum". Fra et område vi ellers kun kender fra nyhederne. Filmen er optaget i perioden 2006-08, hvor Gaza stort set var isoleret fra omverdenen.